# Jean-Marie Duhamel
Pour les articles homonymes, voir Duhamel.
Jean-Marie Constant Duhamel (1797-1872) est un mathématicien et physicien français.
Professeur à l'École polytechnique et à la Faculté des sciences de Paris, membre de l'Académie des sciences, il est l'auteur de travaux sur les équations aux dérivées partielles, sur l'acoustique et la propagation de la chaleur.

## Biographie
Né à Saint-Malo le 5 février 1797, Jean Marie Duhamel est le fils d'Alexandre René Duhamel. Ce dernier fit des études de théologie à l'université d'Angers où il fut reçu docteur, puis fut ordonné prêtre. Il est élu curé de la paroisse de Saint-Malo en juin 1791, prête serment de fidélité à la Nation en septembre 1792 puis renonce à la prêtrise. Il est ensuite employé comme bibliothécaire et se marie en 1794. Sans revenu, il devient faussaire, ce qui lui vaut d'être condamné à 20 mois de prison. En 1798, il est à nouveau arrêté et condamné à 12 ans de bagne. Il est libéré du bagne de Brest en 1811 et meurt en 1836 à Saint-Malo.
Jean Marie Duhamel, dont le père est donc au bagne durant tout l'enfance, fait ses études secondaires au lycée de Rennes. Il part ensuite en 1814 étudier à Paris à l'École polytechnique, cependant l'ensemble des élèves est licencié en 1816. Il s'inscrit alors à la faculté de droit de Rennes, mais en est exclu pour ses opinions libérales. Il retourne alors à Paris en 1819 et se voue à l'enseignement. Il enseigne chez M. Berthier et aux institutions Massin et Mayer, et parallèlement obtient le baccalauréat ès sciences et les licences ès sciences mathématiques et physiques à la faculté des sciences de Paris. Le 26 décembre 1826 il est nommé agrégé pour les sciences au lycée Louis-le-Grand, puis chargé de l'enseignement des mathématiques en seconde le 26 septembre 1827. Il quitte cet emploi le 30 juin 1829 pour ouvrir, rue de Vaugirard, une école préparatoire pour l'admission aux écoles polytechnique, militaire et de marine. En 1835 celle-ci est incorporée au sein du collège Sainte-Barbe et Duhamel en restera le directeur des études jusqu'en 1837. En 1834 il obtient le doctorat ès sciences devant la faculté des sciences de Paris, il a alors 37 ans, et l'année suivante on lui confie la suppléance de Francœur à la chaire d'algèbre supérieure de la faculté des sciences de Paris, charge qu'il conserve jusqu'en 1840. Il est ensuite en 1841 chargé de conférences de mécanique et calcul différentiel à l’École normale puis y est nommé maitre de conférences de calcul différentiel en remplacement d'Abélard Lévy. Il quitte ces fonctions en 1849 (remplacé par Victor Puiseux), pour occuper la chaire d'algèbre supérieure et géodésie à la faculté des sciences en remplacement de Francœur, admis à la retraite.
Parallèlement à son enseignement dans les établissements du second degré puis à l’École normale et à la faculté des sciences, Duhamel enseigne à l’École polytechnique durant près de 40 ans. En 1830 il est chargé de remplacer provisoirement Coriolis pour les répétitions d'analyse et mécanique (auprès de Mathieu et Navier), puis est nommé répétiteur de géodésie, machines et arithmétique sociale l'année suivante (en remplacement de Savary nommé professeur). En novembre 1836 il succède à Navier, décédé, comme professeur d'analyse et de mécanique (Le Verrier le remplace comme répétiteur). En 1840 il est, après trois échecs en 1836, élu membre de l'Académie des sciences, en remplacement de Poisson dans la section de physique (il en sera le président pendant l'année 1862). Cette même année il prend la place d'examinateur permanent laissée vacante par le décès de Poisson (Liouville lui succède comme professeur). À la suite du décès de Coriolis, directeur des études, en septembre 1843, Duhamel lui succède en 1844. Pour remplacer Duhamel dans ses fonctions d'examinateur l'Académie et le conseil de perfectionnement présente un seul candidat, Lamé, mais le ministre refuse de le nommer et maintient provisoirement Duhamel dans ses fonctions d'examinateur. Les problèmes d'impartialité que pose alors ce cumul de deux fonctions incompatibles selon le règlement de l'école entraine un mouvement de contestation des élèves qui conduit au licenciement de la promotion et à la réorganisation du conseil de perfectionnement. Celui-ci, dorénavant seul habilité à proposer le classement des candidatures aux fonctions vacantes, propose Lamé pour le poste d'examinateur, proposition cette fois acceptée par le ministre. Duhamel quitte ses fonctions de directeur des études en janvier 1851, il y est remplacé par Bomart. Deux mois plus tard il remplace comme professeur d'analyse Liouville, contraint de démissionner en raison d'une nouvelle loi restreignant les cumuls. Il y professe selon un « style classique », se permettant cependant des pointes contre « des gens qui se croient géomètres ». En 1869 il prend sa retraite et est remplacé dans ses deux chaires, à la faculté des sciences et à l’École polytechnique, par Charles Hermite.
Il meurt à Paris le 29 avril 1872.

## Famille
Jean-Marie Duhamel était l'époux de la sœur du médecin Alexandre Bertrand, père de l'archéologue Alexandre Bertrand et du mathématicien Joseph Bertrand dont il était donc l'oncle. Charles Hermite, ayant épousé la sœur de Joseph Bertrand, lui était également apparenté.

## Recherches
Duhamel a travaillé sur les équations aux dérivées partielles et a appliqué sa méthode à la théorie de la chaleur, à la mécanique rationnelle et à l'acoustique. Ses études en acoustique ont porté sur les cordes vibrantes, et sur la vibration de l'air dans des tubes cylindriques et coniques. Sa technique en théorie de la chaleur était mathématiquement comparable à l'œuvre de Fresnel en optique.
Ses théories sur la transmission de la chaleur dans les structures cristallines ont été élaborées sur la base des travaux de Fourier et de Poisson. Le principe de Duhamel dans les équations aux dérivées partielles est né de ses travaux sur la distribution de la chaleur dans un solide avec une température variable.

## Théorème de Duhamel et règle
Le nom de Duhamel est par ailleurs associé à un théorème, le théorème de Duhamel[Quoi ?], et à un critère de convergence des séries, la règle de Duhamel de 1839, maintenant appelée la règle de Raabe-Duhamel.
En anglais, la formule de variation des constantes est appelée le principe de Duhamel (en).

## Hommages

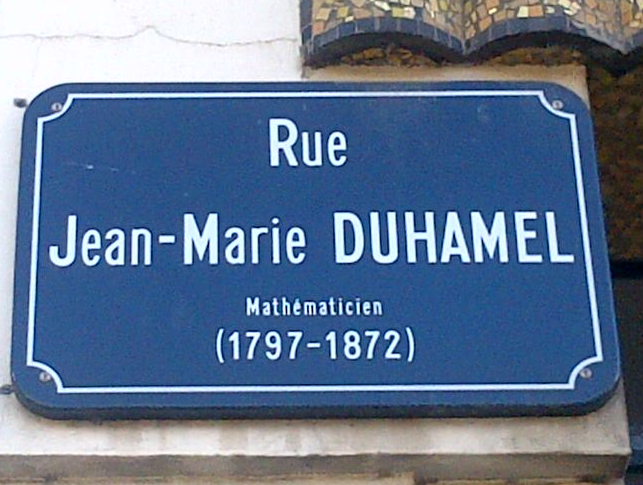
Plaque de la rue Jean-Marie Duhamel à Rennes.

### Distinction
Commandeur de la Légion d'honneur.

### Autres hommages
- (19617) Duhamel, astéroïde découvert en 1999 et nommé en son honneur[5].
- Rue Jean-Marie Duhamel, à Rennes.

## Publications
- Problèmes et développements sur diverses parties des mathématiques, 1823 (avec Reynaud).
- De l'influence du double mouvement des planètes sur les températures de leurs différents points, Paris, Guiraudet, 1834 (lire en ligne)
- Physique mathématique. Théorie mathématique de la chaleur, Paris, Guiraudet, 1834 (lire en ligne)
- Cours d'analyse de l'École polytechnique, 1840-1841, 2 vol.
- Cours de mécanique de l'École polytechnique, 1845-1846, 2 vol.
- Éléments de calcul infinitésimal, 1860. Réédition BiblioLife, 2010  (ISBN 1148539883 et 9781148539881)
- Mémoire sur la méthode des maxima et minima de Fermat et sur les méthodes des tangentes de Fermat et Descartes, Paris, Firmin-Didot, 1860.
- Des Méthodes dans les sciences du raisonnement, 1866-1872, 5 vol.
- Articles et mémoires dans le Journal de l'École polytechnique, 1832-1840.
- Contributions au Journal de Mathématiques Pures et Appliquées de Joseph Liouville, 1839-1856.
- Contributions dans les Mémoires des savants étrangers, 1834-1843.
- Comptes rendus de l'Académie des sciences, 1836-1866.

## Sources bibliographiques
- Gustave Vapereau, Dictionnaire universel des contemporains, Paris, Hachette, éditions de 1858 et de 1893
- René Kerviler, « Jean-Marie-Constant Duhamel », dans Répertoire général de bio-bibliographie bretonne, t. 12 (DEM-DUL), Rennes, Plihon et Hervé, 1900 (lire en ligne), p. 466-468